# 密歇根鎮區 (北達科他州大福克斯縣)
密歇根鎮區（英語：Michigan Township）是位於美國北達科他州大福克斯縣的一個鎮區。

## 地方資料
密歇根鎮區的面積為93.42平方千米，當中陸地面積為93.38平方千米，而水域面積為0.04平方千米。根據2020年美國人口普查的數據，當地共有人口115人，而人口密度為每平方千米1.23人。